# 4785 Петров
4785 Петров (енгл. 4785 Petrov) је астероид главног астероидног појаса са средњом удаљеношћу од Сунца која износи 2,666 астрономских јединица (АЈ).
Апсолутна магнитуда астероида је 13,2.